# حسین فاخر
حسین فاخر از سیاستمداران ایرانی بود، که در دوره‌  هفدهم بعنوان نمایندۀ سرآب و میانه در مجلس شورای ملی حضور داشت.